# Phlomis alpina
Phlomis alpina là một loài thực vật có hoa trong họ Hoa môi. Loài này được Pall. miêu tả khoa học đầu tiên năm 1779.